# Tricorythidae
Tricorythidae es una familia de insectos del orden de los efemerópteros. Esta familia aloja más de 37 especies descriptas ordenadas en 5 géneros. 

## Géneros
La familia incluye los siguientes géneros:
- Madecassorythus  - 4 especies
- Ranorythus  - 2 especies
- Sparsorythus  - 8 especies
- Spinirythus  - 3 especies
- Tricorythus  - 20 especies